# Temporada 1993 de Fórmula 1
La temporada 1993 de Fórmula 1 fue la edición número 44 del Campeonato Mundial de Fórmula 1. Alain Prost ganó el campeonato de pilotos en la que fue su última temporada en F1, con una ventaja de 26 puntos sobre Ayrton Senna. Por otro lado, Williams-Renault ganó el campeonato de constructores, duplicando en puntos al segundo clasificado, McLaren-Ford. Su calendario estuvo compuesto por 16 Grandes Premios.

## Escuderías y pilotos
La siguiente tabla muestra los equipos para la temporada 1993 de Fórmula 1.
Como en años anteriores, nuevamente se mantuvo el sistema de numeración adoptado en la temporada 1974, por el cual se tomaba como parámetro los resultados del Campeonato de constructores 1973 para designar la numeración de los equipos, dejando el par numérico "1-2" para el piloto campeón de la temporada anterior y para su escudero.
Por primera vez en la historia de la Fórmula 1 se sucedió la particularidad de la participación en el campeonato, de un coche identificado con el número "0". Esta situación se produjo como consecuencia del anuncio de la retirada del campeón defensor del título, Nigel Mansell, quien por diferencias de criterio con su ex equipo Williams (no estaba de acuerdo con la incorporación al equipo del francés Alain Prost, en reemplazo del italiano Riccardo Patrese), resolvió abandonar su participación en la Fórmula 1. Finalmente, la incorporación de Prost en reemplazo de Patrese se haría realidad, lo que provocó que Mansell abandone el equipo y junto a él, el uso del número "1" en el morro de uno de los Williams FW15C. A consecuencia de la salida de Mansell, Williams propició el debut del inglés Damon Hill como su reemplazante, a la vez de designar a este piloto como encargado de portar el dorsal número "0", testimoniando la ausencia del campeón reinante.
Con relación a las demás numeraciones, si bien Williams debía intercambiar sus dorsales con el equipo McLaren F1 Team (campeón de pilotos y equipos 1991), lo terminó haciendo con el equipo Benetton Formula 1, escudería que en 1993 incorporó al subcampeón mundial Riccardo Patrese y que pasó a ocupar el par numérico "5-6" utilizado por Williams en 1992. Por su parte y como consecuencia de la baja del equipo Brabham Racing Organisation, McLaren terminó heredando el par numérico "7-8" usado hasta 1992 por Brabham.
| Escudería                   | Chasis    | Chasis     | Motor                             | Neu. | N.º | Pilotos              | Rondas |
| --------------------------- | --------- | ---------- | --------------------------------- | ---- | --- | -------------------- | ------ |
| Canon Williams              | Williams  | FW15C      | Renault RS5 3.5 V10               | G    | 0   | Damon Hill           | Todas  |
| Canon Williams              | Williams  | FW15C      | Renault RS5 3.5 V10               | G    | 2   | Alain Prost          | Todas  |
| Tyrrell Racing Organisation | Tyrrell   | 020C 021   | Yamaha OX10A 3.5 V10              | G    | 3   | Ukyō Katayama        | Todas  |
| Tyrrell Racing Organisation | Tyrrell   | 020C 021   | Yamaha OX10A 3.5 V10              | G    | 4   | Andrea de Cesaris    | Todas  |
| Camel Benetton Ford         | Benetton  | B193 B193B | Ford HBA7 3.5 V8 Ford HBA8 3.5 V8 | G    | 5   | Michael Schumacher   | Todas  |
| Camel Benetton Ford         | Benetton  | B193 B193B | Ford HBA7 3.5 V8 Ford HBA8 3.5 V8 | G    | 6   | Riccardo Patrese     | Todas  |
| Marlboro McLaren            | McLaren   | MP4/8      | Ford HBE7 3.5 V8                  | G    | 7   | Michael Andretti     | 1-13   |
| Marlboro McLaren            | McLaren   | MP4/8      | Ford HBE7 3.5 V8                  | G    | 7   | Mika Häkkinen        | 14-16  |
| Marlboro McLaren            | McLaren   | MP4/8      | Ford HBE7 3.5 V8                  | G    | 8   | Ayrton Senna         | Todas  |
| Footwork Mugen Honda        | Footwork  | FA13B FA14 | Mugen-Honda MF-351 HB 3.5 V10     | G    | 9   | Derek Warwick        | Todas  |
| Footwork Mugen Honda        | Footwork  | FA13B FA14 | Mugen-Honda MF-351 HB 3.5 V10     | G    | 10  | Aguri Suzuki         | Todas  |
| Team Lotus                  | Lotus     | 107B       | Ford HBD6 3.5 V8                  | G    | 11  | Alessandro Zanardi   | 1-12   |
| Team Lotus                  | Lotus     | 107B       | Ford HBD6 3.5 V8                  | G    | 11  | Pedro Lamy           | 13-16  |
| Team Lotus                  | Lotus     | 107B       | Ford HBD6 3.5 V8                  | G    | 12  | Johnny Herbert       | Todas  |
| Sasol Jordan                | Jordan    | 193        | Hart 1035 3.5 V10                 | G    | 14  | Rubens Barrichello   | Todas  |
| Sasol Jordan                | Jordan    | 193        | Hart 1035 3.5 V10                 | G    | 15  | Ivan Capelli         | 1-2    |
| Sasol Jordan                | Jordan    | 193        | Hart 1035 3.5 V10                 | G    | 15  | Thierry Boutsen      | 3-12   |
| Sasol Jordan                | Jordan    | 193        | Hart 1035 3.5 V10                 | G    | 15  | Marco Apicella       | 13     |
| Sasol Jordan                | Jordan    | 193        | Hart 1035 3.5 V10                 | G    | 15  | Emanuele Naspetti    | 14     |
| Sasol Jordan                | Jordan    | 193        | Hart 1035 3.5 V10                 | G    | 15  | Eddie Irvine         | 15-16  |
| Larrousse F1                | Larrousse | LH93       | Lamborghini 3512 3.5 V12          | G    | 19  | Philippe Alliot      | 1-14   |
| Larrousse F1                | Larrousse | LH93       | Lamborghini 3512 3.5 V12          | G    | 19  | Toshio Suzuki        | 15-16  |
| Larrousse F1                | Larrousse | LH93       | Lamborghini 3512 3.5 V12          | G    | 20  | Érik Comas           | Todas  |
| Lola BMS                    | Lola      | T93/30     | Ferrari 040 3.5 V12               | G    | 21  | Michele Alboreto     | 1-14   |
| Lola BMS                    | Lola      | T93/30     | Ferrari 040 3.5 V12               | G    | 22  | Luca Badoer          | 1-14   |
| Minardi Team                | Minardi   | M193       | Ford HBC6 3.5 V8                  | G    | 23  | Christian Fittipaldi | 1-14   |
| Minardi Team                | Minardi   | M193       | Ford HBC6 3.5 V8                  | G    | 23  | Jean-Marc Gounon     | 15-16  |
| Minardi Team                | Minardi   | M193       | Ford HBC6 3.5 V8                  | G    | 24  | Fabrizio Barbazza    | 1-8    |
| Minardi Team                | Minardi   | M193       | Ford HBC6 3.5 V8                  | G    | 24  | Pierluigi Martini    | 9-16   |
| Ligier Gitanes Blondes      | Ligier    | JS39       | Renault RS5 3.5 V10               | G    | 25  | Martin Brundle       | Todas  |
| Ligier Gitanes Blondes      | Ligier    | JS39       | Renault RS5 3.5 V10               | G    | 26  | Mark Blundell        | Todas  |
| Scuderia Ferrari            | Ferrari   | F93A       | Ferrari 041 3.5 V12               | G    | 27  | Jean Alesi           | Todas  |
| Scuderia Ferrari            | Ferrari   | F93A       | Ferrari 041 3.5 V12               | G    | 28  | Gerhard Berger       | Todas  |
| Team Sauber Fórmula 1       | Sauber    | C12        | Sauber (Ilmor) 2175 3.5 V10       | G    | 29  | Karl Wendlinger      | Todas  |
| Team Sauber Fórmula 1       | Sauber    | C12        | Sauber (Ilmor) 2175 3.5 V10       | G    | 30  | J.J. Lehto           | Todas  |

## Calendario
| Ronda               | Carrera                     | Circuito                  | Fecha            |
| ------------------- | --------------------------- | ------------------------- | ---------------- |
| 1                   | Gran Premio de Sudáfrica    | Kyalami                   | 14 de marzo      |
| 2                   | Gran Premio de Brasil       | Interlagos                | 28 de marzo      |
| 3                   | Gran Premio de Europa       | Donington Park            | 11 de abril      |
| 4                   | Gran Premio de San Marino   | Imola                     | 25 de abril      |
| 5                   | Gran Premio de España       | Cataluña                  | 9 de mayo        |
| 6                   | Gran Premio de Mónaco       | Mónaco                    | 23 de mayo       |
| 7                   | Gran Premio de Canadá       | Circuit Gilles Villeneuve | 13 de junio      |
| 8                   | Gran Premio de Francia      | Magny-Cours               | 4 de julio       |
| 9                   | Gran Premio de Gran Bretaña | Silverstone               | 11 de julio      |
| 10                  | Gran Premio de Alemania     | Hockenheimring            | 25 de julio      |
| 11                  | Gran Premio de Hungría      | Hungaroring               | 15 de agosto     |
| 12                  | Gran Premio de Bélgica      | Spa-Francorchamps         | 29 de agosto     |
| 13                  | Gran Premio de Italia       | Monza                     | 12 de septiembre |
| 14                  | Gran Premio de Portugal     | Estoril                   | 26 de septiembre |
| 15                  | Gran Premio de Japón        | Suzuka                    | 24 de octubre    |
| 16                  | Gran Premio de Australia    | Adelaida                  | 7 de noviembre   |
| Carreras canceladas |                             |                           |                  |
|                     | Gran Premio de Asia         | Autopolis                 | 11 de abril      |

## Resultados
| Carrera                     | Fecha            | Circuito                  | Piloto ganador     | Constructor      | Resultados |
| --------------------------- | ---------------- | ------------------------- | ------------------ | ---------------- | ---------- |
| Gran Premio de Sudáfrica    | 14 de marzo      | Kyalami                   | Alain Prost        | Williams-Renault | Resultados |
| Gran Premio de Brasil       | 28 de marzo      | Interlagos                | Ayrton Senna       | McLaren-Ford     | Resultados |
| Gran Premio de Europa       | 11 de abril      | Donington Park            | Ayrton Senna       | McLaren-Ford     | Resultados |
| Gran Premio de San Marino   | 25 de abril      | Imola                     | Alain Prost        | Williams-Renault | Resultados |
| Gran Premio de España       | 9 de mayo        | Cataluña                  | Alain Prost        | Williams-Renault | Resultados |
| Gran Premio de Mónaco       | 23 de mayo       | Mónaco                    | Ayrton Senna       | McLaren-Ford     | Resultados |
| Gran Premio de Canadá       | 13 de junio      | Circuit Gilles Villeneuve | Alain Prost        | Williams-Renault | Resultados |
| Gran Premio de Francia      | 4 de julio       | Magny-Cours               | Alain Prost        | Williams-Renault | Resultados |
| Gran Premio de Gran Bretaña | 11 de julio      | Silverstone               | Alain Prost        | Williams-Renault | Resultados |
| Gran Premio de Alemania     | 25 de julio      | Hockenheimring            | Alain Prost        | Williams-Renault | Resultados |
| Gran Premio de Hungría      | 15 de agosto     | Hungaroring               | Damon Hill         | Williams-Renault | Resultados |
| Gran Premio de Bélgica      | 29 de agosto     | Spa-Francorchamps         | Damon Hill         | Williams-Renault | Resultados |
| Gran Premio de Italia       | 12 de septiembre | Monza                     | Damon Hill         | Williams-Renault | Resultados |
| Gran Premio de Portugal     | 26 de septiembre | Estoril                   | Michael Schumacher | Benetton-Ford    | Resultados |
| Gran Premio de Japón        | 24 de octubre    | Suzuka                    | Ayrton Senna       | McLaren-Ford     | Resultados |
| Gran Premio de Australia    | 7 de noviembre   | Adelaida                  | Ayrton Senna       | McLaren-Ford     | Resultados |

## Clasificaciones

### Puntuaciones
| Posición | 1.º | 2.º | 3.º | 4.º | 5.º | 6.º |
| Puntos   | 10  | 6   | 4   | 3   | 2   | 1   |

### Campeonato de Pilotos
| Pos. | Piloto.              | RSA | BRA | EUR | SMR | ESP | MON | CAN | FRA | GBR | GER | HUN | BEL | ITA | POR | JPN | AUS | Puntos |
| ---- | -------------------- | --- | --- | --- | --- | --- | --- | --- | --- | --- | --- | --- | --- | --- | --- | --- | --- | ------ |
| 1    | Alain Prost          | 1   | Ret | 3   | 1   | 1   | 4   | 1   | 1   | 1   | 1   | 12  | 3   | 12† | 2   | 2   | 2   | 99     |
| 2    | Ayrton Senna         | 2   | 1   | 1   | Ret | 2   | 1   | 18† | 4   | 5†  | 4   | Ret | 4   | Ret | Ret | 1   | 1   | 73     |
| 3    | Damon Hill           | Ret | 2   | 2   | Ret | Ret | 2   | 3   | 2   | Ret | 15† | 1   | 1   | 1   | 3   | 4   | 3   | 69     |
| 4    | Michael Schumacher   | Ret | 3   | Ret | 2   | 3   | Ret | 2   | 3   | 2   | 2   | Ret | 2   | Ret | 1   | Ret | Ret | 52     |
| 5    | Riccardo Patrese     | Ret | Ret | 5   | Ret | 4   | Ret | Ret | 10  | 3   | 5   | 2   | 6   | 5   | 16† | Ret | 8†  | 20     |
| 6    | Jean Alesi           | Ret | 8   | Ret | Ret | Ret | 3   | Ret | Ret | 9   | 7   | Ret | Ret | 2   | 4   | Ret | 4   | 16     |
| 7    | Martin Brundle       | Ret | Ret | Ret | 3   | Ret | 6   | 5   | 5   | 14† | 8   | 5   | 7   | Ret | 6   | 9   | 6   | 12     |
| 8    | Gerhard Berger       | 6†  | Ret | Ret | Ret | 6   | 14† | 4   | 14  | Ret | 6   | 3   | 10† | Ret | Ret | Ret | 5   | 12     |
| 9    | Johnny Herbert       | Ret | 4   | 4   | 8†  | Ret | Ret | 10  | Ret | 4   | 10  | Ret | 5   | Ret | Ret | 11  | Ret | 11     |
| 10   | Mark Blundell        | 3   | 5   | Ret | Ret | 7   | Ret | Ret | Ret | 7   | 3   | 7   | 11† | Ret | Ret | 7   | 9   | 10     |
| 11   | Michael Andretti     | Ret | Ret | Ret | Ret | 5   | 8   | 14  | 6   | Ret | Ret | Ret | 8   | 3   |     |     |     | 7      |
| 12   | Karl Wendlinger      | Ret | Ret | Ret | Ret | Ret | 13  | 6   | Ret | Ret | 9   | 6   | Ret | 4   | 5   | Ret | 15† | 7      |
| 13   | J. J. Lehto          | 5   | Ret | Ret | 4   | Ret | Ret | 7   | Ret | 8   | Ret | Ret | 9   | Ret | 7   | 8   | Ret | 5      |
| 14   | Christian Fittipaldi | 4   | Ret | 7   | Ret | 8   | 5   | 9   | 8   | 12† | 11  | Ret | Ret | 8   | 9   |     |     | 5      |
| 15   | Mika Häkkinen        |     |     |     |     |     |     |     |     |     |     |     |     |     | Ret | 3   | Ret | 4      |
| 16   | Derek Warwick        | 7†  | 9   | Ret | Ret | 13  | Ret | 16  | 13  | 6   | 17  | 4   | Ret | Ret | 15† | 14† | 10  | 4      |
| 17   | Philippe Alliot      | Ret | 7   | Ret | 5   | Ret | 12  | Ret | 9   | 11  | 12  | 8   | 12  | 9   | 10  |     |     | 2      |
| 18   | Rubens Barrichello   | Ret | Ret | 10† | Ret | 12  | 9   | Ret | 7   | 10  | Ret | Ret | Ret | Ret | 13  | 5   | 11  | 2      |
| 19   | Fabrizio Barbazza    | Ret | Ret | 6   | 6   | Ret | 11  | Ret | Ret |     |     |     |     |     |     |     |     | 2      |
| 20   | Alessandro Zanardi   | Ret | 6   | 8   | Ret | 14† | 7   | 11  | Ret | Ret | Ret | Ret | DNS |     |     |     |     | 1      |
| 21   | Érik Comas           | Ret | 10  | 9   | Ret | 9   | Ret | 8   | 16† | Ret | Ret | Ret | Ret | 6   | 11  | Ret | 12  | 1      |
| 22   | Eddie Irvine         |     |     |     |     |     |     |     |     |     |     |     |     |     |     | 6   | Ret | 1      |
| NC   | Pierluigi Martini    |     |     |     |     |     |     |     |     | Ret | 14  | Ret | Ret | 7   | 8   | 10  | Ret | 0      |
| NC   | Aguri Suzuki         | Ret | Ret | Ret | 9   | 10  | Ret | 13  | 12  | Ret | Ret | Ret | Ret | Ret | Ret | Ret | 7   | 0      |
| NC   | Luca Badoer          | Ret | 12  | DNQ | 7   | Ret | DNQ | 15  | Ret | Ret | Ret | Ret | 13  | 10  | 14  |     |     | 0      |
| NC   | Thierry Boutsen      |     |     | Ret | Ret | 11  | Ret | 12  | 11  | Ret | 13  | 9   | Ret |     |     |     |     | 0      |
| NC   | Andrea de Cesaris    | Ret | Ret | Ret | Ret | DSQ | 10  | Ret | 15  | NC  | Ret | 11  | Ret | 13† | 12  | Ret | 13  | 0      |
| NC   | Ukyō Katayama        | Ret | Ret | Ret | Ret | Ret | Ret | 17  | Ret | 13  | Ret | 10  | 15  | 14  | Ret | Ret | Ret | 0      |
| NC   | Michele Alboreto     | Ret | 11  | 11  | DNQ | DNQ | Ret | DNQ | DNQ | DNQ | 16  | Ret | 14  | Ret | Ret |     |     | 0      |
| NC   | Pedro Lamy           |     |     |     |     |     |     |     |     |     |     |     |     | 11† | Ret | 13† | Ret | 0      |
| NC   | Toshio Suzuki        |     |     |     |     |     |     |     |     |     |     |     |     |     |     | 12  | 14  | 0      |
| NC   | Jean-Marc Gounon     |     |     |     |     |     |     |     |     |     |     |     |     |     |     | Ret | Ret | 0      |
| NC   | Ivan Capelli         | Ret | DNQ |     |     |     |     |     |     |     |     |     |     |     |     |     |     | 0      |
| NC   | Marco Apicella       |     |     |     |     |     |     |     |     |     |     |     |     | Ret |     |     |     | 0      |
| NC   | Emanuele Naspetti    |     |     |     |     |     |     |     |     |     |     |     |     |     | Ret |     |     | 0      |
| Pos. | Piloto               | RSA | BRA | EUR | SMR | ESP | MON | CAN | FRA | GBR | GER | HUN | BEL | ITA | POR | JPN | AUS | Puntos |

| Color      | Resultado                          |
| ---------- | ---------------------------------- |
| Oro        | Ganador                            |
| Plata      | 2.º puesto                         |
| Bronce     | 3.er puesto                        |
| Verde      | Finalizó en los puntos             |
| Azul       | Finalizó sin puntos                |
| Azul       | NC - No clasificado                |
| Violeta    | Ret - No terminó                   |
| Rojo       | DNQ - No se clasificó              |
| Rojo       | DNPQ - No se preclasificó          |
| Negro      | DSQ - Descalificado                |
| Blanco     | DNS - No empezó                    |
| Blanco     | WD - Retirado                      |
| Blanco     | C - Carrera cancelada              |
| Azul claro | TD - Entrenamientos libres (2003-) |
| Sin color  | DNP - Inscrito, pero no participó  |
| Sin color  | INJ - Inscrito, pero lesionado     |
| Sin color  | EX - Excluido                      |

| Estado  | Resultado                                                                             |
| ------- | ------------------------------------------------------------------------------------- |
| Negrita | Pole position                                                                         |
| Cursiva | Vuelta rápida                                                                         |
| 1-8     | Posiciones puntuables de clasificación sprint (2021-)                                 |
| †       | No acabó el Gran Premio, pero fue clasificado ya que completó el porcentaje necesario |
| ‡       | Monoplaza compartido                                                                  |
| ~       | Se otorgó la mitad de puntos ya que no se cumplió con el 75% de la carrera            |
| ≠       | No obtuvo puntos ya que era piloto invitado                                           |
| F2      | Inscrito para carrera de Fórmula 2, no sumaba puntos                                  |

### Estadísticas del Campeonato de Pilotos
| Pos.    | Piloto               | Escudería       | Grandes Premios | Victorias | Podios | Poles | Vueltas rápidas | Vueltas lideradas | Puntos |
| ------- | -------------------- | --------------- | --------------- | --------- | ------ | ----- | --------------- | ----------------- | ------ |
| 1       | Alain Prost          | Williams        | 16              | 7         | 12     | 13    | 6               | 431               | 99     |
| 2       | Ayrton Senna         | McLaren         | 16              | 5         | 7      | 1     | 1               | 290               | 73     |
| 3       | Damon Hill           | Williams        | 16              | 3         | 10     | 2     | 4               | 242               | 69     |
| 4       | Michael Schumacher   | Benetton        | 16              | 1         | 9      |       | 5               | 63                | 52     |
| 5       | Riccardo Patrese     | Benetton        | 16              |           | 2      |       |                 |                   | 20     |
| 6       | Jean Alesi           | Ferrari         | 16              |           | 2      |       |                 | 19                | 16     |
| 7       | Martin Brundle       | Ligier          | 16              |           | 1      |       |                 |                   | 12     |
| 8       | Gerhard Berger       | Ferrari         | 16              |           | 1      |       |                 |                   | 12     |
| 9       | Johnny Herbert       | Lotus           | 16              |           |        |       |                 |                   | 11     |
| 10      | Mark Blundell        | Ligier          | 16              |           | 2      |       |                 |                   | 10     |
| 11      | Michael Andretti     | McLaren         | 13              |           | 1      |       |                 |                   | 7      |
| 12      | Karl Wendlinger      | Sauber          | 16              |           |        |       |                 |                   | 7      |
| 13      | J. J. Lehto          | Sauber          | 16              |           |        |       |                 |                   | 5      |
| 14      | Christian Fittipaldi | Minardi         | 14              |           |        |       |                 |                   | 5      |
| 15      | Mika Häkkinen        | McLaren         | 3               |           | 1      |       |                 |                   | 4      |
| 16      | Derek Warwick        | Footwork        | 16              |           |        |       |                 |                   | 4      |
| 17      | Philippe Alliot      | Larrousse       | 14              |           |        |       |                 |                   | 2      |
| 18      | Rubens Barrichello   | Jordan          | 16              |           |        |       |                 |                   | 2      |
| 19      | Fabrizio Barbazza    | Minardi         | 8               |           |        |       |                 |                   | 2      |
| 20      | Alessandro Zanardi   | Lotus           | 12 (11)         |           |        |       |                 |                   | 1      |
| 21      | Érik Comas           | Larrousse       | 16              |           |        |       |                 |                   | 1      |
| 22      | Eddie Irvine         | Jordan          | 2               |           |        |       |                 |                   | 1      |
| NC      | Pierluigi Martini    | Minardi         | 8               |           |        |       |                 |                   | 0      |
| NC      | Aguri Suzuki         | Footwork        | 16              |           |        |       |                 |                   | 0      |
| NC      | Luca Badoer          | Scuderia Italia | 14 (12)         |           |        |       |                 |                   | 0      |
| NC      | Thierry Boutsen      | Jordan          | 10              |           |        |       |                 |                   | 0      |
| NC      | Andrea de Cesaris    | Tyrrell         | 16              |           |        |       |                 |                   | 0      |
| NC      | Ukyō Katayama        | Tyrrell         | 16              |           |        |       |                 |                   | 0      |
| NC      | Michele Alboreto     | Scuderia Italia | 14 (9)          |           |        |       |                 |                   | 0      |
| NC      | Pedro Lamy           | Lotus           | 4               |           |        |       |                 |                   | 0      |
| NC      | Toshio Suzuki        | Larrousse       | 2               |           |        |       |                 |                   | 0      |
| NC      | Jean-Marc Gounon     | Minardi         | 2               |           |        |       |                 |                   | 0      |
| NC      | Ivan Capelli         | Jordan          | 2 (1)           |           |        |       |                 |                   | 0      |
| NC      | Marco Apicella       | Jordan          | 1               |           |        |       |                 |                   | 0      |
| NC      | Emanuele Naspetti    | Jordan          | 1               |           |        |       |                 |                   | 0      |
| Fuente: |                      |                 |                 |           |        |       |                 |                   |        |

### Campeonato de Constructores
| Pos. | Constructor           | N.º | RSA | BRA | EUR | SMR | ESP | MON | CAN | FRA | GBR | GER | HUN | BEL | ITA | POR | JPN | AUS | Puntos |
| ---- | --------------------- | --- | --- | --- | --- | --- | --- | --- | --- | --- | --- | --- | --- | --- | --- | --- | --- | --- | ------ |
| 1    | Williams-Renault      | 0   | Ret | 2   | 2   | Ret | Ret | 2   | 3   | 2   | Ret | 15  | 1   | 1   | 1   | 3   | 4   | 3   | 168    |
| 1    | Williams-Renault      | 2   | 1   | Ret | 3   | 1   | 1   | 4   | 1   | 1   | 1   | 1   | 12  | 3   | 12  | 2   | 2   | 2   | 168    |
| 2    | McLaren-Ford          | 7   | Ret | Ret | Ret | Ret | 5   | 8   | 14  | 6   | Ret | Ret | Ret | 8   | 3   | Ret | 3   | Ret | 84     |
| 2    | McLaren-Ford          | 8   | 2   | 1   | 1   | Ret | 2   | 1   | 18  | 4   | 5   | 4   | Ret | 4   | Ret | Ret | 1   | 1   | 84     |
| 3    | Benetton-Ford         | 5   | Ret | 3   | Ret | 2   | 3   | Ret | 2   | 3   | 2   | 2   | Ret | 2   | Ret | 1   | Ret | Ret | 72     |
| 3    | Benetton-Ford         | 6   | Ret | Ret | 5   | Ret | 4   | Ret | Ret | 10  | 3   | 5   | 2   | 6   | 5   | 16  | Ret | 8   | 72     |
| 4    | Ferrari               | 27  | Ret | 8   | Ret | Ret | Ret | 3   | Ret | Ret | 9   | 7   | Ret | Ret | 2   | 4   | Ret | 4   | 28     |
| 4    | Ferrari               | 28  | 6   | Ret | Ret | Ret | 6   | 14  | 4   | 14  | Ret | 6   | 3   | 10  | Ret | Ret | Ret | 5   | 28     |
| 5    | Ligier-Renault        | 25  | Ret | Ret | Ret | 3   | Ret | 6   | 5   | 5   | 14  | 8   | 5   | 7   | Ret | 6   | 9   | 6   | 22     |
| 5    | Ligier-Renault        | 26  | 3   | 5   | Ret | Ret | 7   | Ret | Ret | Ret | 7   | 3   | 7   | 11  | Ret | Ret | 7   | 9   | 22     |
| 6    | Lotus-Ford            | 11  | Ret | 6   | 8   | Ret | 14  | 7   | 11  | Ret | Ret | Ret | Ret | DNS | 11  | Ret | 13  | Ret | 12     |
| 6    | Lotus-Ford            | 12  | Ret | 4   | 4   | 8   | Ret | Ret | 10  | Ret | 4   | 10  | Ret | 5   | Ret | Ret | 11  | Ret | 12     |
| 7    | Sauber                | 29  | Ret | Ret | Ret | Ret | Ret | 13  | 6   | Ret | Ret | 9   | 6   | Ret | 4   | 5   | Ret | 15  | 12     |
| 7    | Sauber                | 30  | 5   | Ret | Ret | 4   | Ret | Ret | 7   | Ret | 8   | Ret | Ret | 9   | Ret | 7   | 8   | Ret | 12     |
| 8    | Minardi-Ford          | 23  | 4   | Ret | 7   | Ret | 8   | 5   | 9   | 8   | 12  | 11  | Ret | Ret | 8   | 9   | Ret | Ret | 7      |
| 8    | Minardi-Ford          | 24  | Ret | Ret | 6   | 6   | Ret | 11  | Ret | Ret | Ret | 14  | Ret | Ret | 7   | 8   | 10  | Ret | 7      |
| 9    | Footwork-Mugen-Honda  | 9   | 7   | 9   | Ret | Ret | 13  | Ret | 16  | 13  | 6   | 17  | 4   | Ret | Ret | 15  | 14  | 10  | 4      |
| 9    | Footwork-Mugen-Honda  | 10  | Ret | Ret | Ret | 9   | 10  | Ret | 13  | 12  | Ret | Ret | Ret | Ret | Ret | Ret | Ret | 7   | 4      |
| 10   | Larrousse-Lamborghini | 19  | Ret | 7   | Ret | 5   | Ret | 12  | Ret | 9   | 11  | 12  | 8   | 12  | 9   | 10  | 12  | 14  | 3      |
| 10   | Larrousse-Lamborghini | 20  | Ret | 10  | 9   | Ret | 9   | Ret | 8   | 16  | Ret | Ret | Ret | Ret | 6   | 11  | Ret | 12  | 3      |
| 11   | Jordan-Hart           | 14  | Ret | Ret | 10  | Ret | 12  | 9   | Ret | 7   | 10  | Ret | Ret | Ret | Ret | 13  | 5   | 11  | 3      |
| 11   | Jordan-Hart           | 15  | Ret | DNQ | Ret | Ret | 11  | Ret | 12  | 11  | Ret | 13  | 9   | Ret | Ret | Ret | 6   | Ret | 3      |
| NC   | Lola-Ferrari          | 21  | Ret | 11  | 11  | DNQ | DNQ | Ret | DNQ | DNQ | DNQ | 16  | Ret | 14  | Ret | Ret |     |     | 0      |
| NC   | Lola-Ferrari          | 22  | Ret | 12  | DNQ | 7   | Ret | DNQ | 15  | Ret | Ret | Ret | Ret | 13  | 10  | 14  |     |     | 0      |
| NC   | Tyrrell-Yamaha        | 3   | Ret | Ret | Ret | Ret | Ret | Ret | 17  | Ret | 13  | Ret | 10  | 15  | 14  | Ret | Ret | Ret | 0      |
| NC   | Tyrrell-Yamaha        | 4   | Ret | Ret | Ret | Ret | DSQ | 10  | Ret | 15  | NC  | Ret | 11  | Ret | 13  | 12  | Ret | 13  | 0      |
| Pos. | Constructor           | N.º | RSA | BRA | EUR | SMR | ESP | MON | CAN | FRA | GBR | GER | HUN | BEL | ITA | POR | JPN | AUS | Puntos |

| Color      | Resultado                          |
| ---------- | ---------------------------------- |
| Oro        | Ganador                            |
| Plata      | 2.º puesto                         |
| Bronce     | 3.er puesto                        |
| Verde      | Finalizó en los puntos             |
| Azul       | Finalizó sin puntos                |
| Azul       | NC - No clasificado                |
| Violeta    | Ret - No terminó                   |
| Rojo       | DNQ - No se clasificó              |
| Rojo       | DNPQ - No se preclasificó          |
| Negro      | DSQ - Descalificado                |
| Blanco     | DNS - No empezó                    |
| Blanco     | WD - Retirado                      |
| Blanco     | C - Carrera cancelada              |
| Azul claro | TD - Entrenamientos libres (2003-) |
| Sin color  | DNP - Inscrito, pero no participó  |
| Sin color  | INJ - Inscrito, pero lesionado     |
| Sin color  | EX - Excluido                      |

| Estado  | Resultado                                                                             |
| ------- | ------------------------------------------------------------------------------------- |
| Negrita | Pole position                                                                         |
| Cursiva | Vuelta rápida                                                                         |
| 1-8     | Posiciones puntuables de clasificación sprint (2021-)                                 |
| †       | No acabó el Gran Premio, pero fue clasificado ya que completó el porcentaje necesario |
| ‡       | Monoplaza compartido                                                                  |
| ~       | Se otorgó la mitad de puntos ya que no se cumplió con el 75% de la carrera            |
| ≠       | No obtuvo puntos ya que era piloto invitado                                           |
| F2      | Inscrito para carrera de Fórmula 2, no sumaba puntos                                  |

### Estadísticas del Campeonato de Constructores
| Pos. | Constructor | Chasis    | Motor          | Puntos | Victorias | Podios | Poles |
| ---- | ----------- | --------- | -------------- | ------ | --------- | ------ | ----- |
| 1    | Williams    | FW15C     | Renault        | 168    | 10        | 22     | 15    |
| 2    | McLaren     | MP4/8     | Ford           | 84     | 5         | 9      | 1     |
| 3    | Benetton    | B193      | Ford           | 72     | 1         | 11     |       |
| 4    | Ferrari     | F193A     | Ferrari        | 28     |           | 3      |       |
| 5    | Ligier      | JS39      | Renault        | 23     |           | 3      |       |
| 6    | Lotus       | 107       | Ford           | 12     |           |        |       |
| 7    | Sauber      | C12       | Sauber (Ilmor) | 12     |           |        |       |
| 8    | Minardi     | M193      | Ford           | 7      |           |        |       |
| 9    | Footwork    | FA13 FA14 | Mugen-Honda    | 4      |           |        |       |
| 10   | Larrousse   | LH93      | Lamborghini    | 3      |           |        |       |
| 11   | Jordan      | 193       | Hart           | 3      |           |        |       |
| NC   | Lola        | T93/30    | Ferrari        |        |           |        |       |
| NC   | Tyrrell     | 020 021   | Yamaha         |        |           |        |       |